# Unión civil en Uruguay

Países con uniones civiles en Sudamérica.
Uniones civiles para parejas del mismo o de distinto sexo.
Uniones civiles sólo para parejas de distinto sexo.
Sin uniones civiles.

Las uniones civiles en la República Oriental del Uruguay han sido legales para parejas del mismo sexo desde el 1 de enero de 2008. Con la formación de esta legislación, Uruguay se convirtió en el primer país latinoamericano que ha aprobado, a nivel nacional, el reconocimiento oficial de uniones entre personas del mismo sexo, aunque sin derecho a adopción de menores, ni otras garantías que comparten los matrimonios heterosexuales.
Para entrar en una unión civil, una pareja tiene que compartir una residencia por lo menos cinco años. Según la ley, las parejas en una unión civil uruguaya tienen la mayoría de los derechos y beneficios que los de un matrimonio heterosexual. Estos incluyen derechos de herencia, impuestos, poder notarial y beneficios de salud y seguros, pero no de adopción de menores.
Si bien el proyecto contó con el apoyo de la mayoría del parlamento, hubo oposición al mismo por parte de legisladores del Partido Nacional, que no votaron el artículo 2 que extendía los derechos de este nuevo estatus legal a las parejas del mismo sexo.
Según el informe de Comisión elaborado por los nacionalistas Álvaro Alonso, Miembro informante; Gustavo Borsari Brenna, Luis Alberto Lacalle Pou y Jorge Machiñena Fassi.
" (...)Surge del propio espíritu constitucional que la familia protegida es una familia heterosexual y no una comunidad de vida de dos personas cualquiera sea su sexo, como lo establece el propio proyecto aprobado. En definitiva y en virtud de lo precedentemente expuesto, no hemos votado el proyecto de ley, por entender que el articulado tal cual está redactado implica un total desconocimiento al ordenamiento jurídico y constitucional vigente al prevenir entre otras el cese de la obligación de fidelidad mutua si los cónyuges no viven de consuno".
La senadora Margarita Percovich escribió la ley en 2007 y fue aprobada por las dos cámaras de la Asamblea General de Uruguay en ese mismo año, obteniendo 17 votos afirmativos y 5 negativos en el Senado y 40 votos afirmativos y 13 negativos en la Cámara de Diputados. El presidente uruguayo, Tabaré Vázquez, la promulgó el 27 de diciembre de 2007 y la ley entró en vigor el 1 de enero.

## Matrimonio civil
En 25 de mayo de 2009 la senadora Percovich anunció que si el Frente Amplio ganara las elecciones presidenciales de dicho año, introduciría un proyecto de ley con el fin de permitir uniones matrimoniales sin distinción sexual. En octubre del mismo año el Frente Amplio ganó las elecciones con mayoría absoluta en las dos cámaras, y José Mujica, el candidato del Frente Amplio, fue elegido presidente tras imponerse en la segunda vuelta.
En julio de 2010,
legisladores del oficialista Frente Amplio anunciaron que promoverán un proyecto de ley para habilitar el matrimonio entre personas del mismo sexo.
En abril de 2011 el oficilista Frente Amplio impulsó un proyecto de ley para legalizer el matrimonio entre personas del mismo sexo. El proyecto de ley fue presentado por Sebatián Sabini del MPP que pertenece al Frente Amplio.